# Конкорд (Калифорнија)
Конкорд (енгл. Concord) град је у америчкој савезној држави Калифорнија. По попису становништва из 2010. у њему је живело 122.067 становника.

## Демографија
Према попису становништва из 2010. у граду је живело 122.067 становника, што је 287 (0,2%) становника више него 2000. године.
|                   | 2010.            | 2000.            |
| Укупно            | 122 067 (100,0%) | 121 780 (100,0%) |
| Белци             | 61 416 (50,31%)  | 74 119 (60,86%)  |
| Хиспаноамериканци | 37 311 (30,57%)  | 26 560 (21,81%)  |
| Азијати           | 13 538 (11,09%)  | 11 438 (9,392%)  |
| Остали            | 5 431 (4,449%)   | 5 957 (4,892%)   |
| Афроамериканци    | 4 371 (3,581%)   | 3 706 (3,043%)   |

## Партнерски градови
- Kitakami